# インスリン様成長因子
インスリン様成長因子（インスリンようせいちょういんし、IGFs、英: Insulin-like growth factors）はインスリンと配列が高度に類似したポリペプチドである。細胞培養ではインスリンと同様に有糸分裂誘発などの反応を引き起こす。IGF-2は初期の発生に要求される第一の成長因子であると考えられるのに対し、IGF-1の発現は後の段階で見られる。マウスでの遺伝子ノックアウトによってこれが確かめられたが、他の動物ではこれらの遺伝子発現の調節を別々の方法で調節するらしい。IGF-2が胎児の発生に必要とされている間は、脳、肝臓、腎臓の発生と機能に関しても必要である。
インスリン様成長因子1（IGF-1）は主に肝臓で成長ホルモン（GH）による刺激の結果分泌される。IGF-1はソマトメジンCとも呼ばれる。人体の殆どの細胞、特に筋肉、骨、肝臓、腎臓、神経、皮膚及び肺の細胞はIGF-1の影響を受ける。インスリン様効果に加え、IGF-1は細胞成長（特に神経細胞）と発達そして同様に細胞DNA合成を調節する。
IGF-2は哺乳類では脳、腎臓、膵臓及び筋肉より分泌される。IGF-1よりも特異的な作用をし、大人ではインスリンの600倍の濃度でみられる。
IGF-1とIGF-2はIGF結合タンパク質として知られる遺伝子ファミリーにより調節される。これらのたんぱく質は、おそらく受容体への配達を助け、IGFの半減期を伸ばすことでのIGF作用の促進とIGF-1受容体への結合の妨害によるIGFの作用の抑制の両方へ関わる複合体となってIGFの作用の調節を助ける。近年、6つのIGF結合タンパク質（IGFBP1-6）が特徴づけられた。一方でIGFに媒介されない機能がそれらのタンパク質で提唱されるが、決定的な証拠は示されていない。
最近注目を受ける研究によりIGF軸が加齢に重要な役割をしていることが示された。線虫、ショウジョウバエ及び他の生物は哺乳類のIGFに対応する遺伝子のノックアウトにより寿命が延びた。明確に、IGF/インスリン軸は古い進化の起源を持つ。別の研究でIGFがガンや糖尿病の様な疾患での重要な役割、例えばIGF-1は前立腺癌と乳癌の細胞の成長を阻害することなどが明らかにされ始めた。1-3研究者はIGF-1によるガンのリスクの度合いに関して完全な合意に至っていない。
それらの効果を誘発するためにそれらの成長因子が使う主な受容体の決定への更なる研究が求められている。近年はIGFがインスリン受容体、IGF-1受容体、IGF-2受容体、インスリン関連受容体およびおそらくは他の受容体に結合する事が知られている。IGF-1とIGF-2は、IGF-1受容体に強力に結合し活性化させることに加え、インスリン受容体と弱く結合する。IGF-2受容体はIGF-2とだけ結合し、細胞内シグナル経路を活性化させない clearance receptor として働き、IGF-2捕捉媒介物として及びIGF-2シグナリング阻止のみで機能する。
IGF-1は乳汁中に存在し、特にウシ成長ホルモンを与えられた場合は顕著である。
糖質コルチコイドは、GH-IGF-1系を抑制する。小児期特有の糖質コルチコイドの副作用のひとつとして成長障害がみられる。GH分泌抑制、GH受容体発現抑制、IGF-1受容体発現抑制を引き起こす。